# Mascarena rodriguezi
Mascarena rodriguezi is een keversoort uit de familie bladsprietkevers (Scarabaeidae). De wetenschappelijke naam van de soort werd in 1876 gepubliceerd door Charles Owen Waterhouse.